# Džebel
Džebel (in bulgaro Джебел?) è un comune bulgaro situato nel distretto di Kărdžali di 25 734 abitanti (dati 2009). La sede comunale è nella località omonima

## Località
Il comune è formato dall'insieme delle seguenti località:
- Džebel (Sede comunale)
- Albanci
- Brežana
- Cărkvica
- Čakalci
- Čereška
- Cvjatovo
- Dobrinci
- Dušinkovo
- General Geshevo
- Ilijsko
- Jamino
- Kamenjane
- Kazacite
- Kontil
- Kozica
- Kupcite
- Lebed
- Miševsko
- Modren
- Mrežičko
- Ovčevo
- Paprat
- Plazište
- Podvrăh
- Poljanec
- Potoče
- Pripek
- Ridino
- Rogozari
- Rogozče
- Roždensko
- Răt
- Sipec
- Skalina
- Slănčogled
- Sofijci
- Šterna
- Tărnovci
- Telčarka
- Tjutjunče
- Ustren
- Vălkovič
- Velikdenče
- Vodeničarsko
- Žălti rid
- Žăltika
- Želădovo